# Conferência de Potsdam

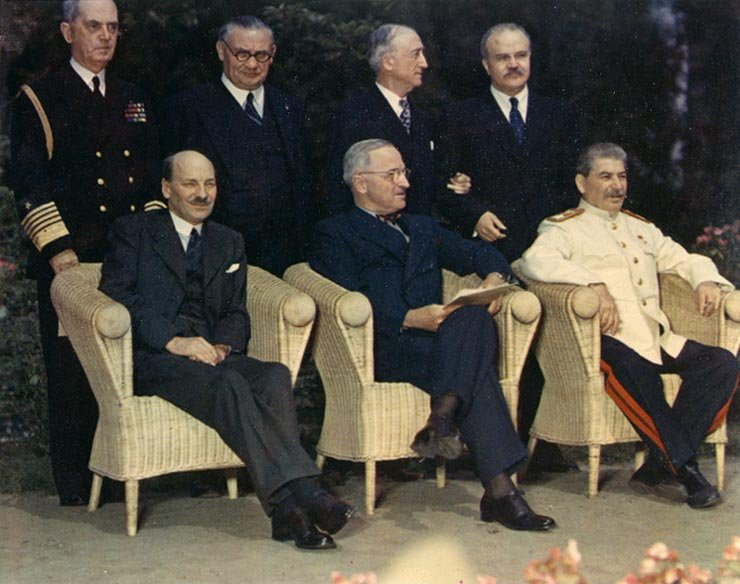
Attlee, Truman e Stalin em Potsdam

A Conferência de Potsdam ocorreu em Potsdam, Alemanha (perto de Berlim), entre 17 de julho e 2 de agosto de 1945. Os participantes foram os vitoriosos aliados da Segunda Guerra Mundial, que se juntaram para decidir como administrar a Alemanha, que tinha se rendido incondicionalmente nove semanas antes, no dia 8 de maio, Dia da Vitória na Europa. Os objetivos da conferência incluíram igualmente o estabelecimento da ordem pós-guerra, assuntos relacionados com tratados de paz e contornar os efeitos da guerra.

## Preparação
Em maio de 1945, Churchill escreveu a Truman na esperança de organizar uma reunião dos três governos para ocorrer em junho. Truman esperava que Stalin propusesse a reunião para evitar a aparência de que os americanos e britânicos estavam se unindo aos soviéticos. Com alguns pedidos do assessor de Truman, Harry Hopkins, Stalin propôs uma reunião na área de Berlim. Informado disso pelos EUA, Churchill enviou uma carta concordando que ficaria feliz em se encontrar no "que resta de Berlim".
Algumas fontes sugerem que Truman adiou a conferência para que ela se reunisse depois que os resultados do primeiro teste de bomba atômica fossem conhecidos. A conferência foi finalmente marcada para começar em 16 de julho em Cecilienhof, em Potsdam, perto de Berlim.

## Participantes
- União Soviética: representada por Josef Stalin.

Chegou à conferência com um dia de atraso, justificando-se com "assuntos oficiais" que requereram a sua atenção, embora seja possível que, na realidade, Stalin tenha tido alguns problemas cardiovasculares. Apesar disso, a iniciativa da aliança contra o nazismo foi dele.
- Reino Unido: representado por Winston Churchill e posteriormente Clement Attlee.

Os resultados das eleições britânicas foram conhecidos durante a conferência. Como resultado da vitória do Partido Trabalhista sobre o Partido Conservador, o cargo de primeiro-ministro mudou de mãos.
- Estados Unidos: representados por Harry Truman.

Stalin sugeriu que Truman fosse o único chefe de estado presente na conferência, sugestão que foi aceita por Churchill.

## Primeiros resultados da conferência
Estes foram os pontos da conferência:
- Reversão de todas as anexações alemãs na Europa após 1937 e a separação da Áustria da Alemanha;

- Estabelecimento dos objetivos da ocupação da Alemanha pelos Aliados: desmilitarização, desnazificação, democratização e descartelização;

- O Acordo de Potsdam, que estabelecia a divisão da Alemanha e da Áustria em zonas de ocupação, como anteriormente decidido na Conferência de Ialta, e a similar divisão de Berlim e Viena em quatro zonas (americana, britânica, francesa e soviética).[7] Posteriormente, em 1961, a zona aliada (americana, britânica, francesa) em Berlim seria isolada do resto da Alemanha Oriental pelo Muro de Berlim, que completou a fronteira interna alemã;

- Julgamento dos criminosos de guerra nazistas em Nuremberg;

- O estabelecimento da fronteira da Alemanha com a Polônia nos rios Oder e Neisse (Linha Oder-Neisse);

- A expulsão das populações germânicas que ficaram fora das novas fronteiras da Alemanha;

- Acordo sobre as indenizações de guerra. Os aliados estimaram as suas perdas em 200 bilhões (português brasileiro) ou 200 mil milhões (português europeu) de dólares. Após insistências das forças ocidentais (excluindo assim a União Soviética), a Alemanha foi obrigada apenas ao pagamento de 20 bilhões (português brasileiro) ou 20 mil milhões (português europeu), em propriedades, produtos industriais e força de trabalho. No entanto, a Guerra Fria impediu que o pagamento se processasse na totalidade;
- Stálin propôs que a Polônia não tivesse direito a uma indenização direta, mas sim que tivesse direito a 15% da compensação da União Soviética (esta situação nunca aconteceu);

- Os aliados editaram a Declaração de Potsdam que ultimou os termos de rendição do Japão;

- Todos os outros assuntos seriam tratados na conferência de paz final, que seria convocada assim que possível.

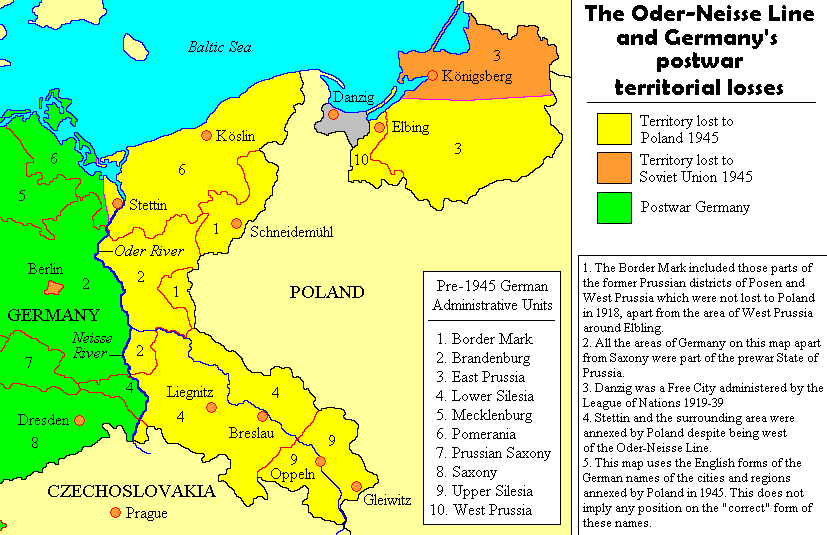
A Linha Oder-Neisse

Enquanto que a fronteira entre a Alemanha e a Polónia foi praticamente determinada e tornada irreversível através da transferência forçada de populações, facto acordado em Potsdam, o Ocidente queria que na conferência final de paz se confirmasse a linha Oder- Neisse como marco permanente. 

Antigas e novas fronteiras da Polônia, 1945. O território previamente parte da Alemanha está identificado em rosa. A nova fronteira soviético-polonesa segue aproximadamente a Linha Curzon

Dado que a Segunda Guerra Mundial nunca foi terminada com uma conferência de paz formal, a fronteira germano-polaca foi confirmada com base em acordos mútuos: 1950 pela República Democrática Alemã, 1970 pela República Federal Alemã e em 1990 pela Alemanha já reunificada (Ver: Reunificação da Alemanha). Este estado de incerteza levou a uma grande influência da União Soviética sobre a Polónia e a Alemanha. A Arábia Saudita desde a conferência recebeu capitais norte-americanos depois da derrota de qualquer possibilidade imediata de se abrir o mercado petroleiro russo.
Os aliados ocidentais, especialmente Churchill, mostraram-se desconfiados das jogadas de Stálin, o qual já tinha instalado governos comunistas em países da Europa Central sob sua influência; a conferência de Potsdam acabou por ser a última conferência entre os Aliados.

Durante a conferência, Truman mencionou a Stálin uma "nova arma potente" não especificando detalhes. Stálin, que ironicamente já sabia da existência desta arma muito antes que Truman soubesse da mesma, encorajou o uso de uma qualquer arma que proporcionasse o final da guerra. Perto do final da conferência foi apresentado um ultimato ao império do Japão, ameaçando uma "rápida e total destruição", sem mencionar a nova bomba. 

Alemanha ocupada em 1947

Após a recusa do Japão, ocorreram os bombardeamentos de Hiroshima e Nagasaki, com o lançamento de bombas atômicas sobre Hiroshima (6 de agosto) e Nagasaki (9 de agosto). 15 de agosto de 1945 foi o dia V-J (dia da vitória sobre o Japão). Representantes japoneses assinaram a rendição oficial do país em 2 de setembro. 

Truman tomou a decisão de usar armamento atômico para acabar com a guerra enquanto esteve na conferência. Ainda que, hodiernamente, a historiografia recente admita que as bombas foram utilizadas com o intuito de apenas abreviar a guerra para que a URSS não avançasse mais na frente oriental.

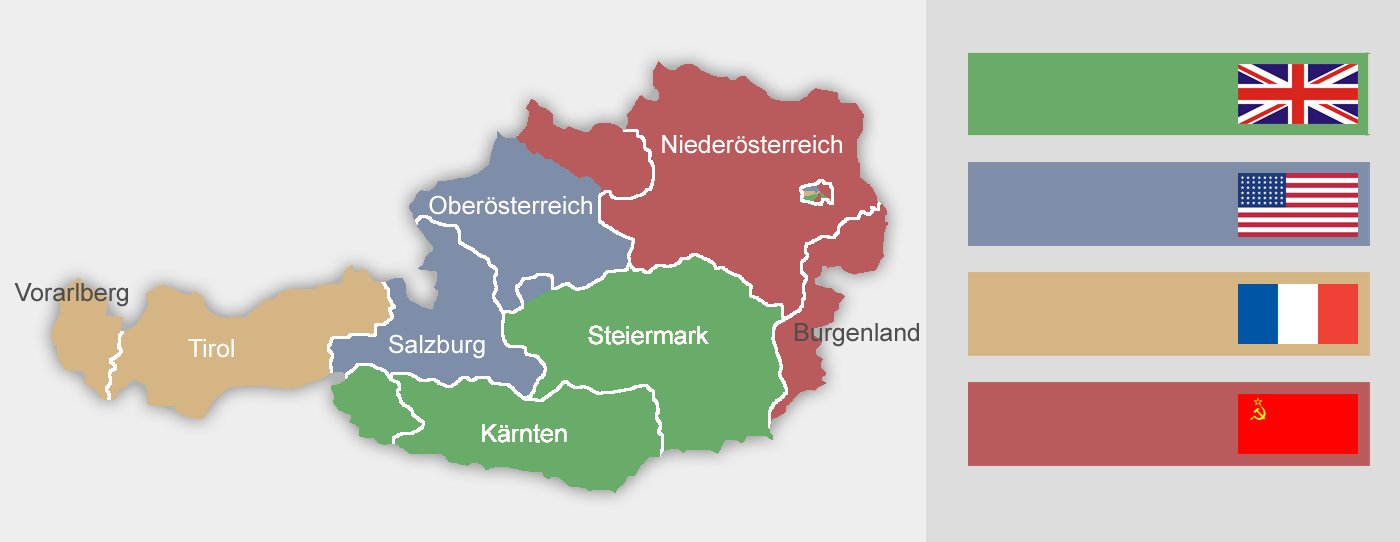
Áustria ocupada no período 1945-1955

## Territórios ocupados
Em janeiro de 1946, o Conselho de Controlo Aliado dividiu a Alemanha em 4 zonas de ocupação controladas por Estados Unidos, União Soviética, Reino Unido, e França. Estes países ocuparam a Alemanha de 1945 até 1948. 
O território austríaco foi igualmente dividido e ocupado, ficando sob controle aliado até 1955.

## Consequências
Truman havia mencionado uma "nova arma poderosa" não especificada a Stalin durante a conferência. No final da conferência, em 26 de julho, a Declaração de Potsdam deu ao Japão um ultimato para se render incondicionalmente ou enfrentar a "destruição imediata e total", que não mencionou a nova bomba mas prometeu que "não tinha a intenção de escravizar o Japão". A União Soviética não estava envolvida nessa declaração, uma vez que ainda era neutra na guerra contra o Japão. O primeiro-ministro japonês Kantarō Suzuki não respondeu, o que foi interpretado como um sinal de que os japoneses haviam ignorado o ultimato. Como resultado, os Estados Unidos lançaram bombas atômicas sobre Hiroshima em 6 de agosto e sobre Nagasaki em 9 de agosto de 1945. As justificativas usadas foram que ambas as cidades eram alvos militares legítimos e que era necessário acabar com a guerra rapidamente e preservar vidas americanas.
Quando Truman informou Stalin sobre a bomba atômica, ele disse que os Estados Unidos "tinham uma nova arma de força destrutiva incomum", mas Stalin tinha pleno conhecimento do desenvolvimento da bomba atômica a partir de redes de espionagem soviéticas dentro do Projeto Manhattan e disse a Truman na conferência que esperava que Truman "fizesse bom uso dela contra os japoneses".
A União Soviética converteu vários países da Europa Oriental em Estados satélites dentro do Bloco de Leste, como a República Popular da Polônia, a República Popular da Bulgária, a República Popular da Hungria, a República Socialista da Checoslováquia, a República Popular da Romênia, e a República Popular da Albânia. Muitos desses países tinham visto revoluções socialistas fracassadas antes da Segunda Guerra Mundial.
Sobre o estabelecimento da linha Oder-Neisse, o presidente Truman informou que Stalin havia apresentado a ocupação da Polônia Oriental pela União Soviética e a anexação polonesa da Silésia e da Pomerânia Oriental como um fato consumado. Apanhados de surpresa, os Aliados ocidentais foram forçados a abandonar os princípios da Carta do Atlântico.

## Precedentes da Conferência de Potsdam
- Conferência de Ialta — 4 a 11 de fevereiro de 1945
- Conferência de Teerã — 28 de novembro a 1 de dezembro de 1943
- Conferência do Cairo — 22 a 26 de novembro de 1943
- Conferência de Casablanca — 14 a 24 de janeiro de 1943